# Kagawong River
Kagawong River är ett vattendrag i Kanada.   Det ligger i provinsen Ontario, i den sydöstra delen av landet, 500 km väster om huvudstaden Ottawa. Kagawong River ligger vid sjön Lake Kagawong.